# Terence Woodgate
Terence Woodgate (Londres, 1953) és un dissenyador industrial britànic. La versatilitat i l'interès pels detalls que es desprenen dels seus dissenys fa que treballi per companyies com Cappellini o Teunen & Teunen. Des del 1996 Woodgate treballa des del seu estudi de Sussex Anglaterra per a diverses companyies internacionals bàsicament dels camps de la il·luminació i el mobiliari. Ha estat distingit amb nombrosos premis tant nacionals com internacionals i les seves peces es troben el Victoria & Albert Museum de Londres. Entre els seus dissenys podem destacar la butaca Alfil (1996) o la sèrie de mobiliari Sussex (2000).
Va estudiar a les escoles de disseny de Ciutat de Westminster i Middlesex. Inicia la seva trajectòria com a enginyer de disseny. Entre els seus primers treballs es troben plantes petroquímiques i laboratoris. Als anys vuitanta decideix donar un gir a la seva trajectòria i estudia al London College of Furniture i s'especialitza en el disseny de mobiliari. El 1988 obre a Londres el seu primer estudi de disseny i a poc a poc es guanya una reputació tant pels aspectes estètics com per les innovacions pràctiques dels seus productes. És en aquesta primera etapa que realitza un important sistema de seients d'ús públic per a l'empresa SCP i que entre altres llocs s'instal·len a l'aeroport de Heathrow (Londres). També és en aquest període quan entra en contacte amb l'empresa de mobiliari de València Punt Mobles per a qui realitza l'aparador de mòduls River (1989). El 1991 decideix traslladar-se a Brussel·les on obre un estudi amb la intenció d'apropar-se més el mercat europeu.